# Mistelås kyrka
Mistelås kyrka är en kyrkobyggnad i Mistelås i Växjö stift. Den är församlingskyrka i Slätthög-Mistelås församling.

## Kyrkobyggnaden
På samma plats där den nuvarande kyrka är belägen har det funnits en medeltida kyrka som ödelades av en brand 1719. Den nya kyrkan som ersatte den nedbrunna sockenkyrkan uppfördes 1723. Den är byggd av knuttimrat, kraftigt ekvirke, som reveterats under 1800-talet. Den består av ett långhus med en raktslutande korvägg i öster. Sakristian är belägen på norra sidan i nära anslutning till koret. I väster har vapenhuset sin plats. Sydväst om kyrkan står en rödfärgad, inklädd klockstapel. Genom 1855 års renovering fick kyrkan en nyklassicistisk prägel. Kyrkorummet förlängdes mot öster med ett större kor. Fönstren förändrades till parfönster med en spetsig avslutning. Det plana innertaket ersattes av ett trätunnvalvstak.

## Inventarier
- Dopfunt
- Altaruppsats av bildhuggaren Johan Ullberg 1748.
- Altarring från 1936
- Predikstol med ljudtak i empirestil försedd med gyllene symboler i korgens bildfält.
- Sluten bänkinredning.
- Läktare i empirestil.

## Orgel

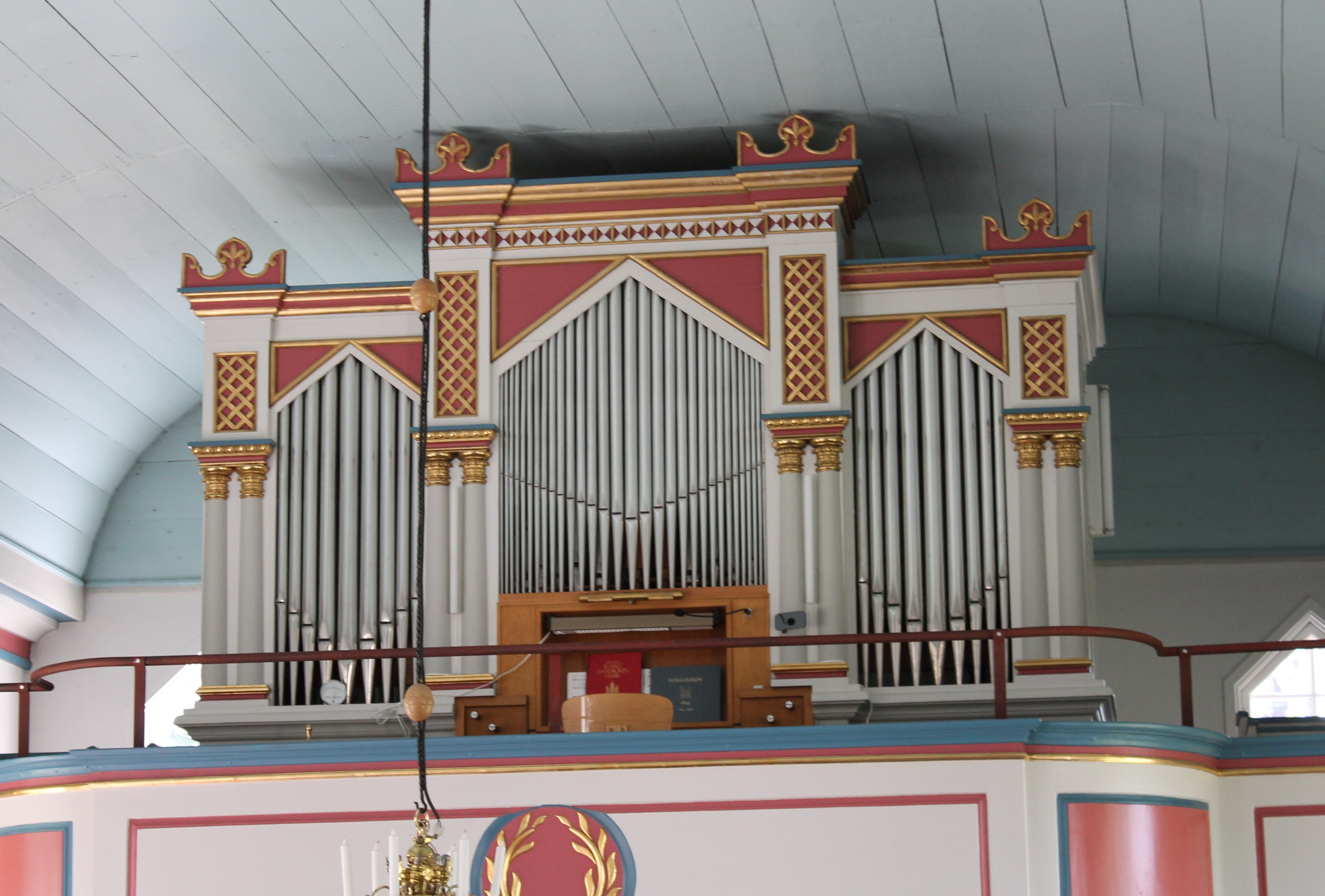
Orgeln.

- Den första orgeln med nio stämmor byggdes 1878 av Carl August Johansson, Hovmantorp.
- 1957 byggde Frederiksborgs orgelbyggeri, Hilleröd, Danmark en mekanisk orgel. Fasaden från 1878 års orgel står kvar.

| Huvudverk I     | Svällverk II      | Pedal      | Koppel |
| Rörflöjt 8´     | Gedackt 8´        | Subbas 16´ | I/P    |
| Principal 4´    | Kvintadena 8´     | Gedackt 8´ | II/P   |
| Gedacktflöjt 4´ | Koppelflöjt 4´    | Oktava 4´  | II/I   |
| Blockflöjt 2´   | Principal 2'      |            |        |
| Mixtur 5 chor   | Oktava 1'         |            |        |
|                 | Krumhorn 8'       |            |        |
|                 | Crescendosvällare |            |        |

## Bilder

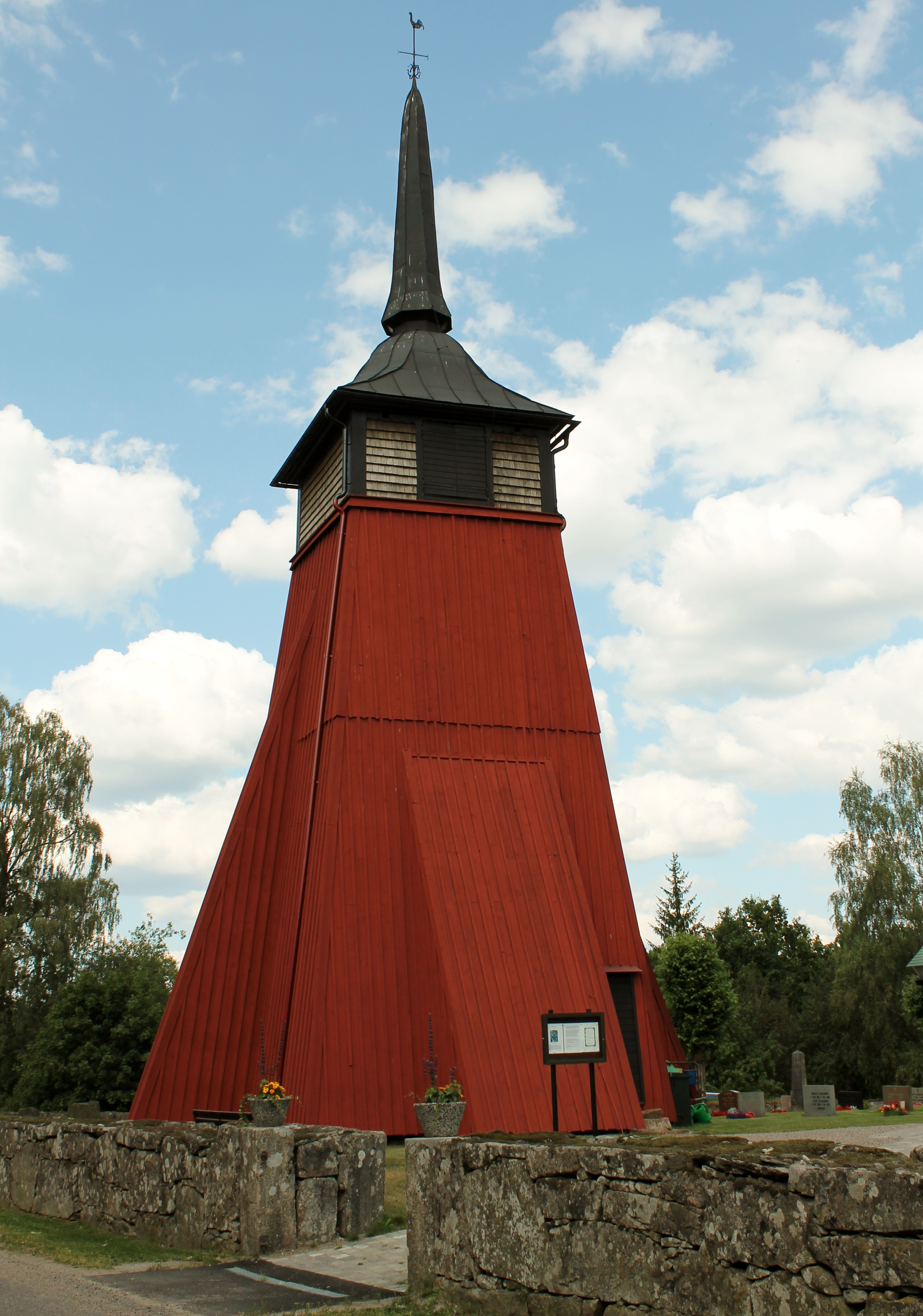
Klockstapeln.
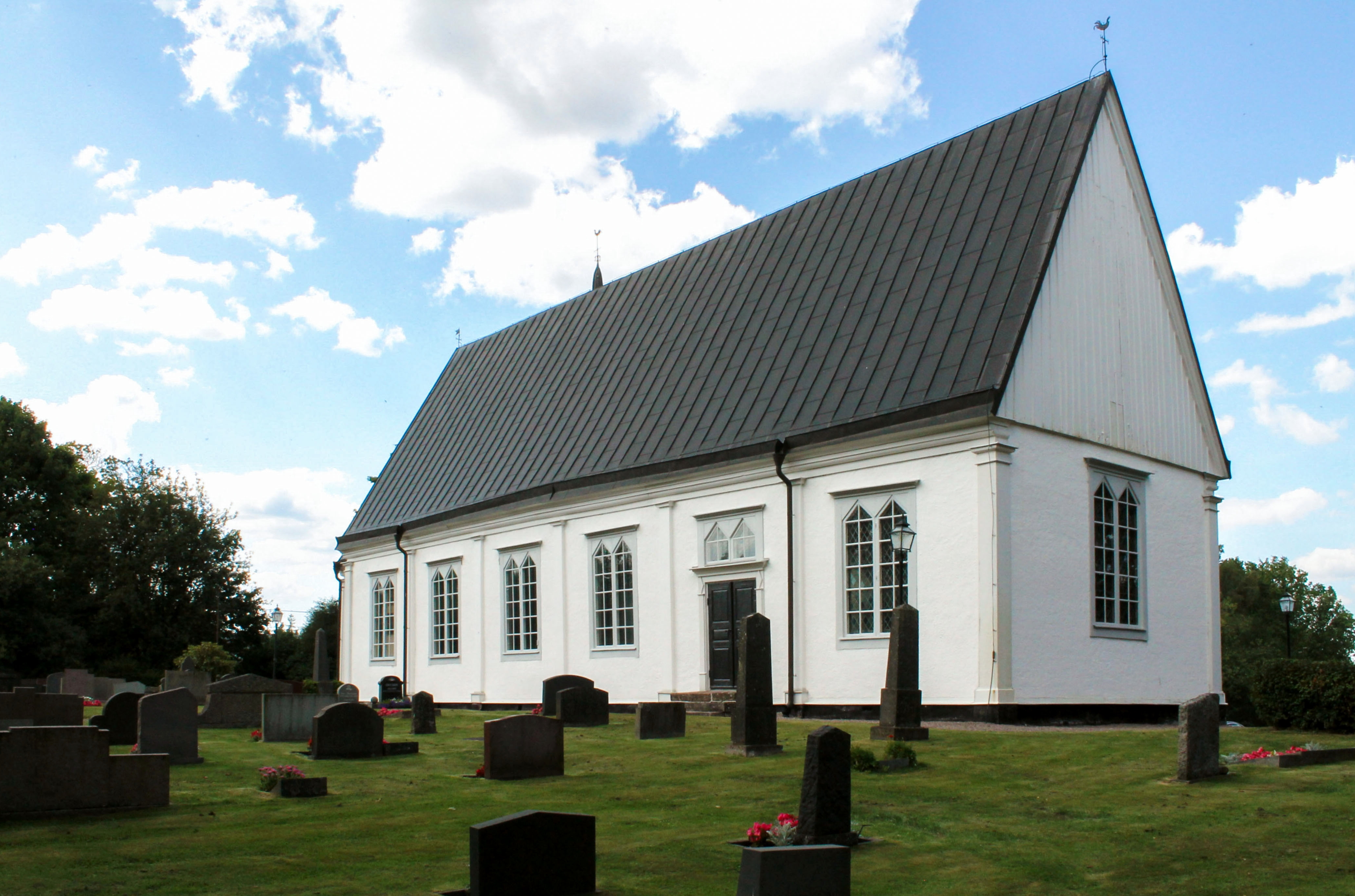
Kyrkan från nordost.
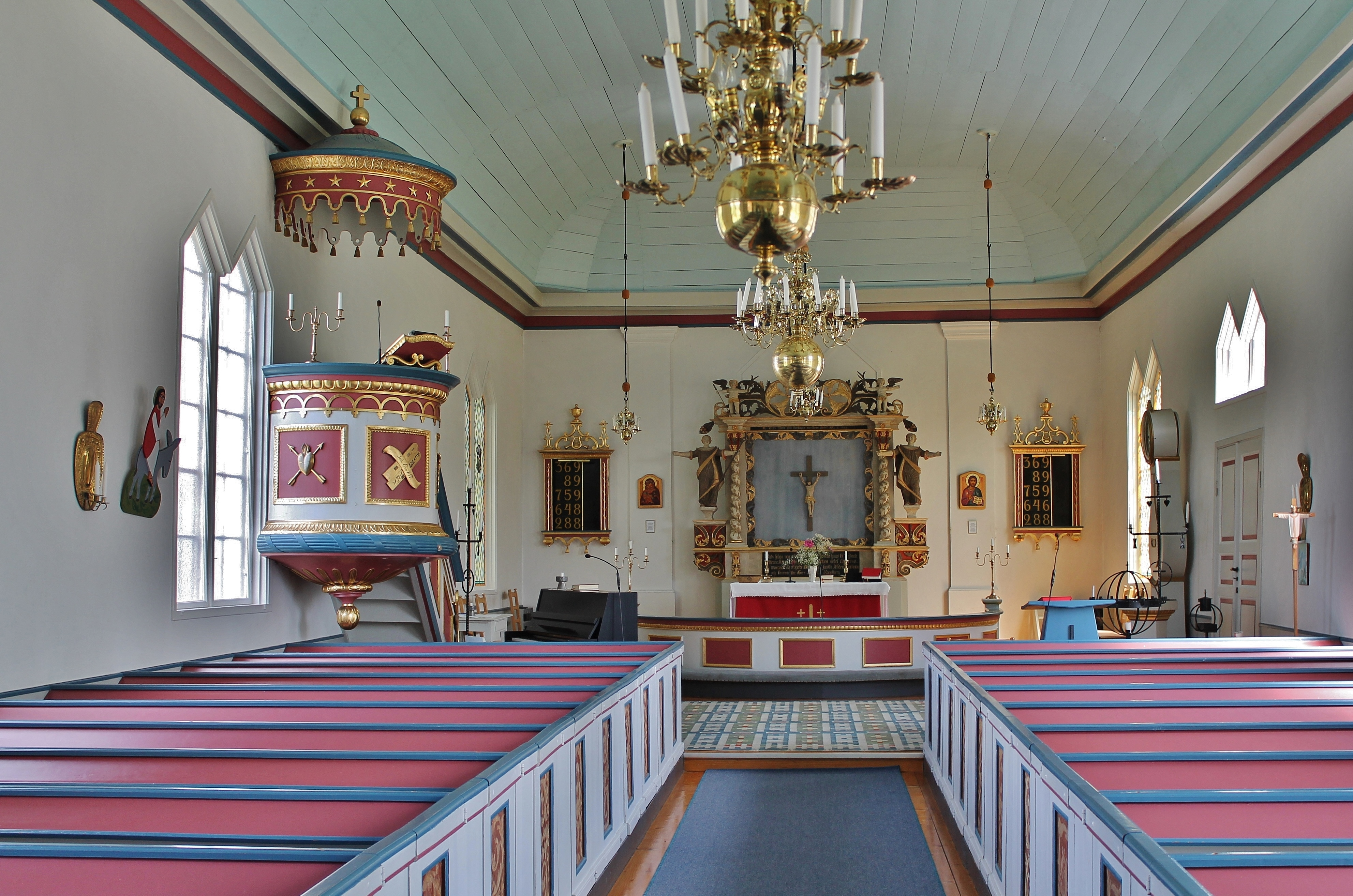
Interiör mot öster.
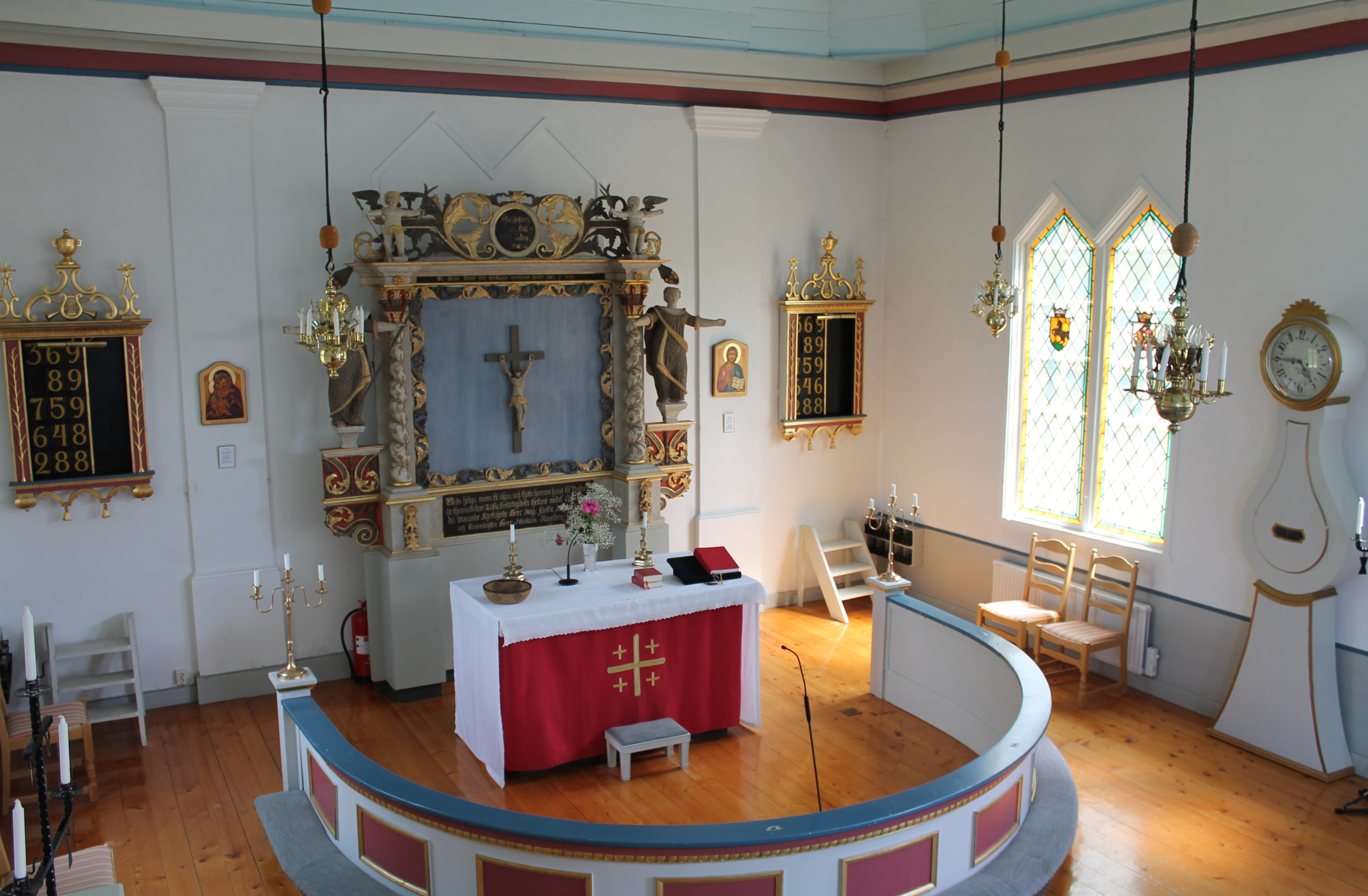
Koret.
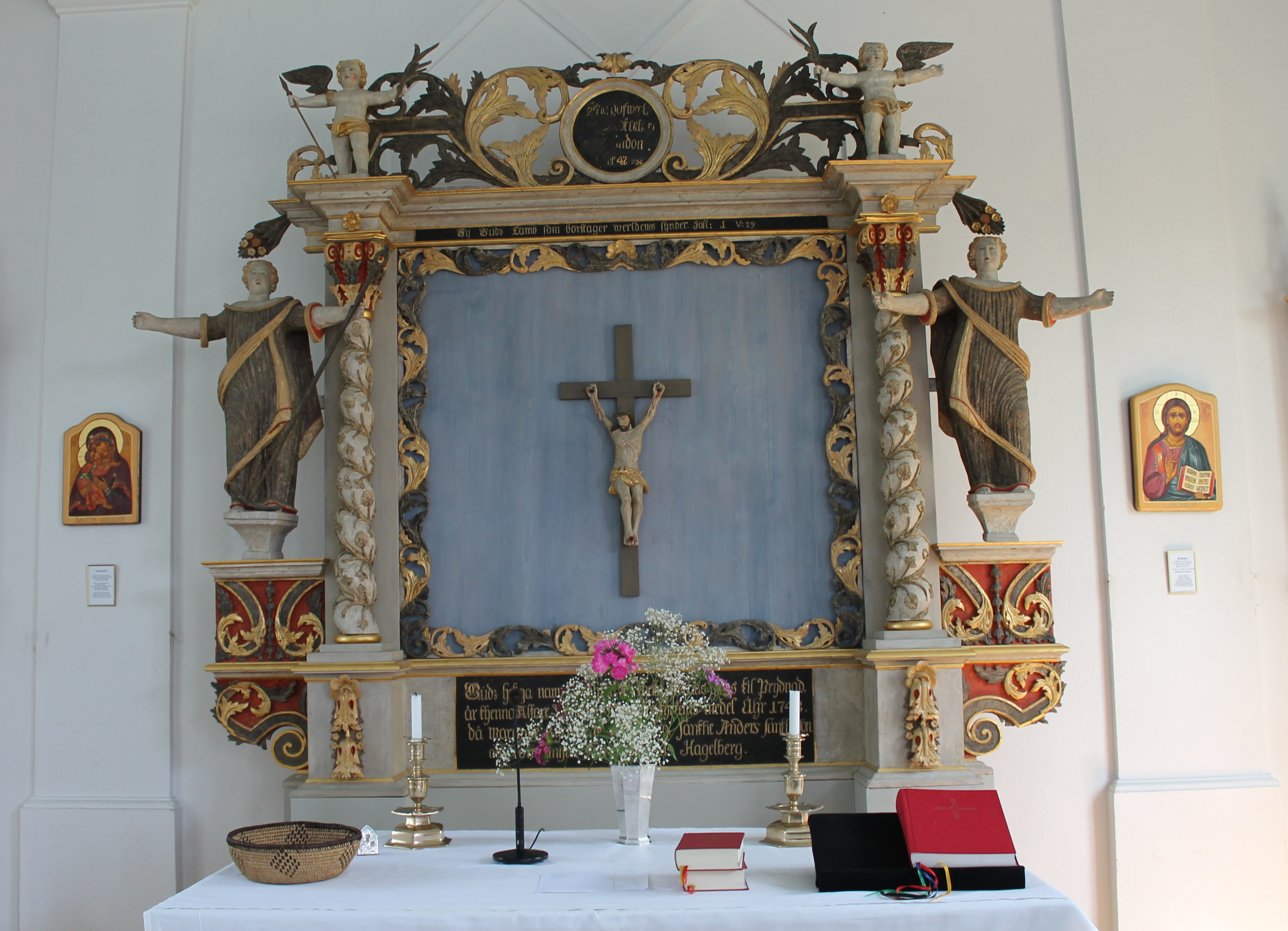
Johan Ullbergs altaruppsats från 1748.
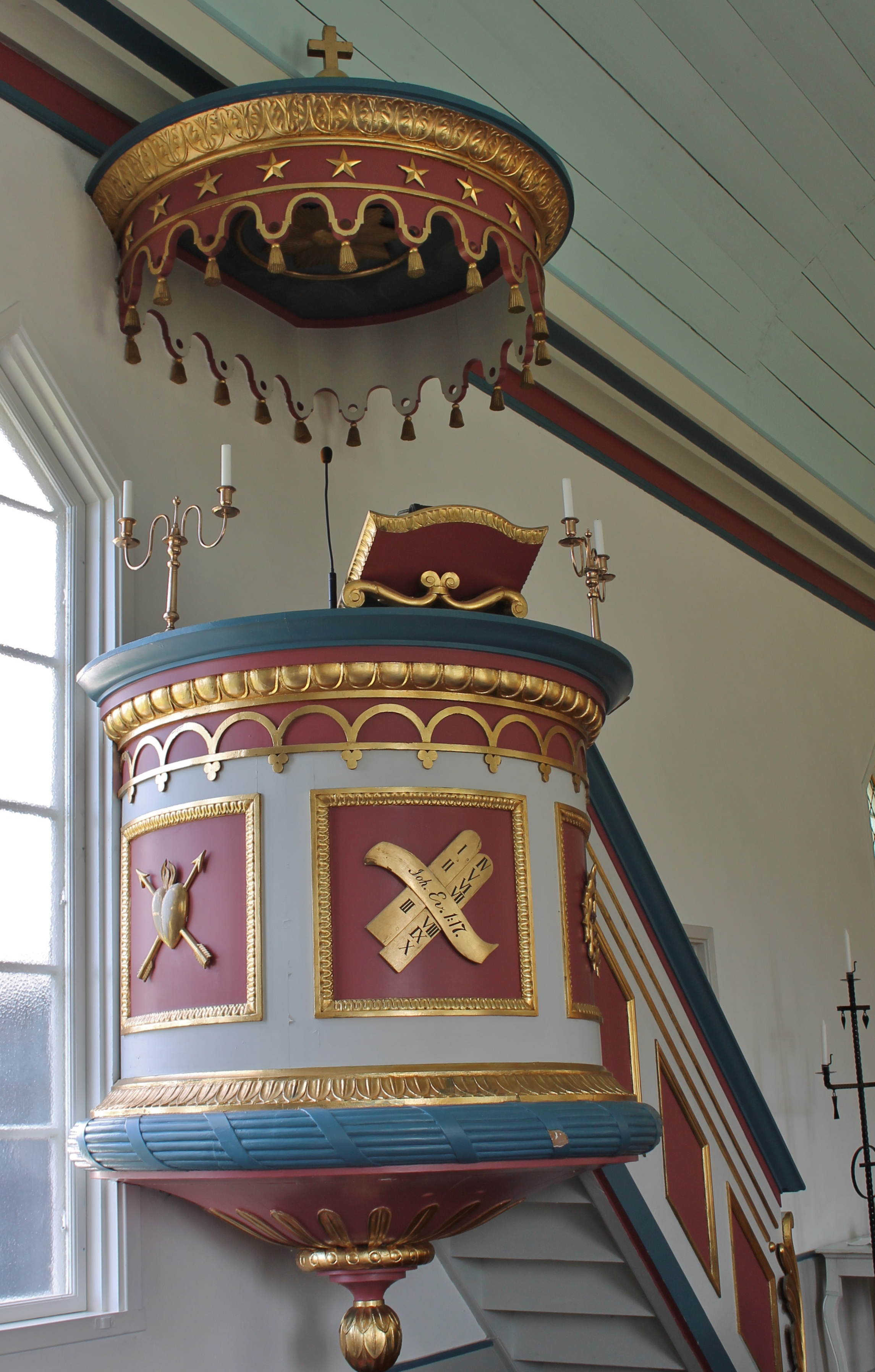
Predikstolen.
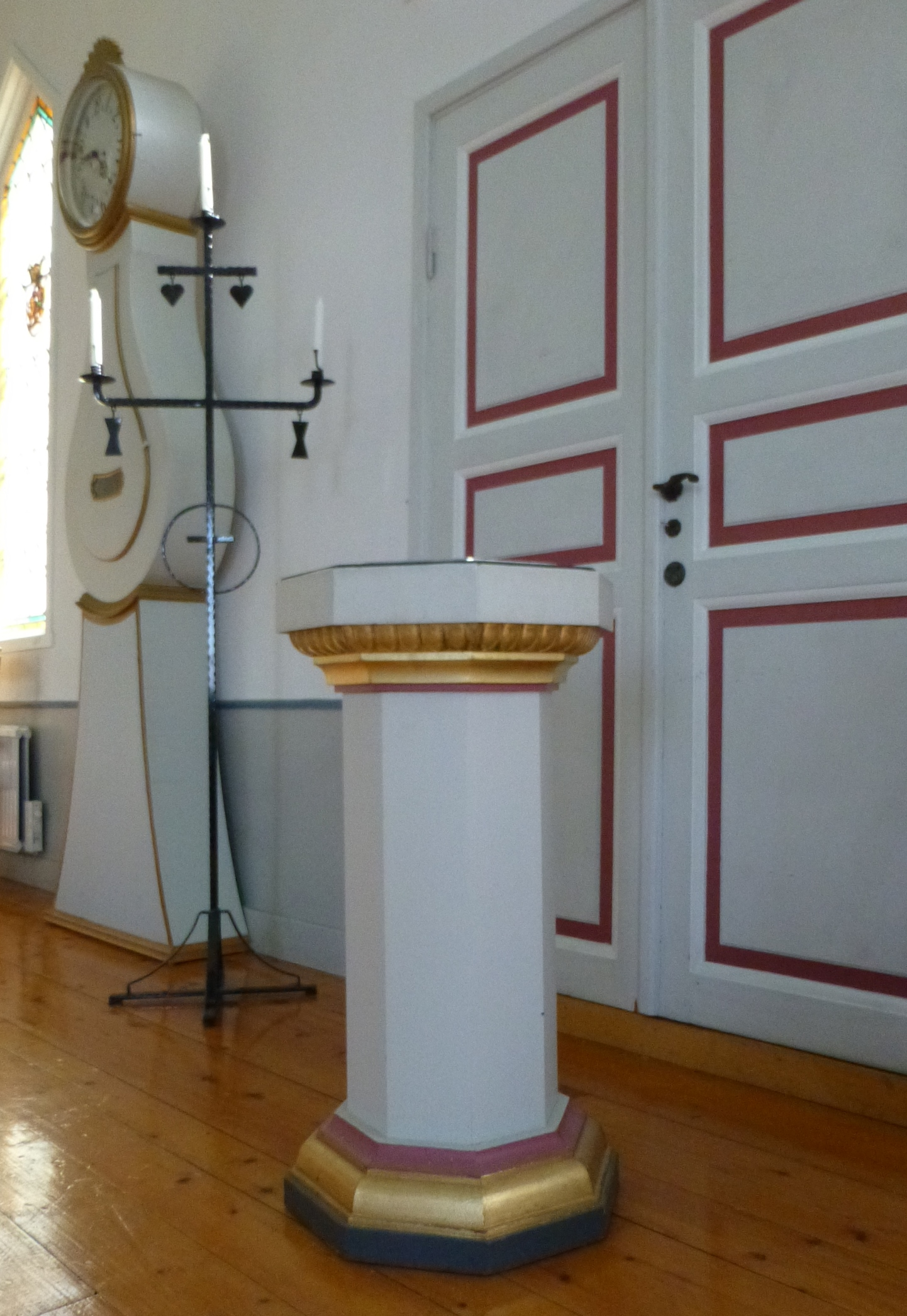
Dopfunt.
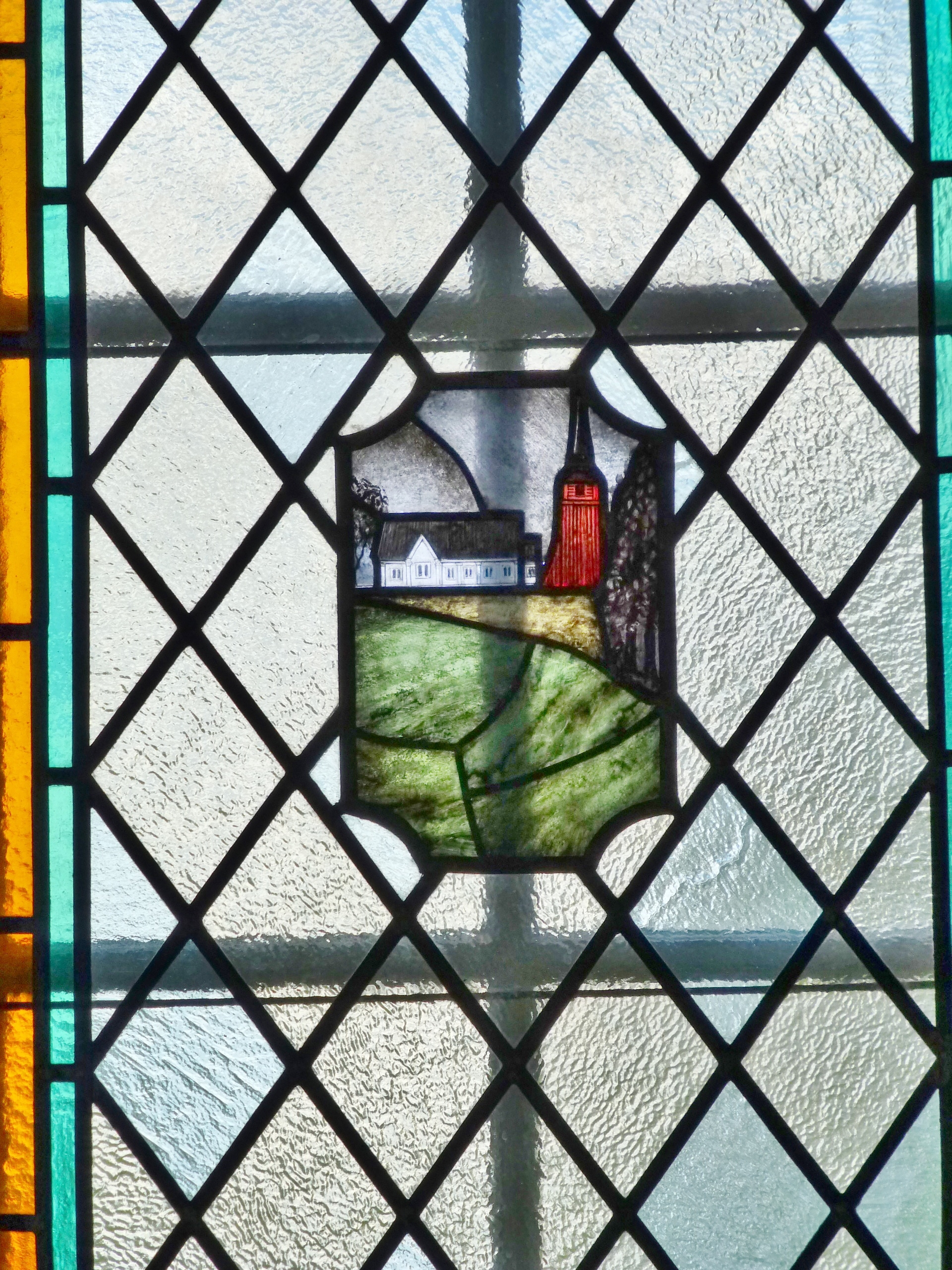
Korfönster.
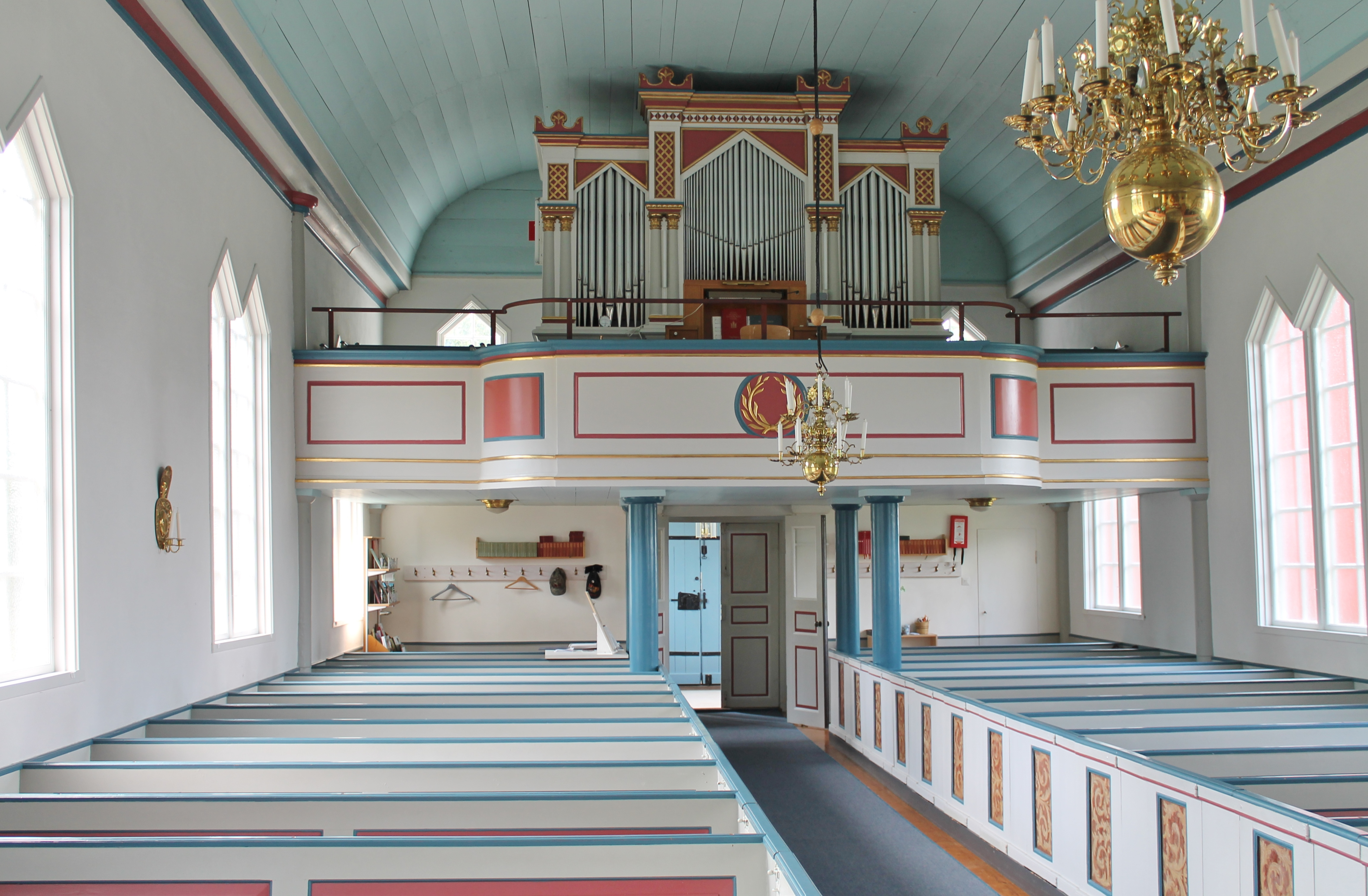
Kyrkorummet med orgelläktaren.

### Webbkällor
- Musik i Mistelås kyrka
- Wikimedia Commons har media som rör Mistelås kyrka.